# 张天麟 (元朝)
张天麟，平江嘉定（今上海市嘉定区）人，元朝官员，張瑄的孙子，张文龙的儿子。
元成宗大德七年（1303年），張瑄被人诬告谋反，張瑄、张文虎父子都被处决。张文龙被流放漠北。张天麟在大德九年（1305年）到大都向皇帝诉冤，元成宗派中书召还张文龙，让他重新掌管海运。张天麟被任命为绛州坑冶提举，没有就任。元仁宗延祐二年（1315年），皇帝下诏让他回到所籍，张天麟晚年通晓《易》学。元顺帝元统二年（1334年），江浙等处行中书省平章政事玥璐不花推荐他，还是没有当官，其后去世。